# Is That So Wrong
«Is That So Wrong» — перший сингл другого альбому американської співачки кантрі Джуліанн Гаф — «Wildfire», реліз якого планувався ще на листопад 2010, проте так і не відбувся. В США вийшов 21 червня 2010.
Пісня написана Сарою Бакстон, Блеір Далі і Джуліанн Гаф, спродюсована Денном Хаффом.

## Сюжет пісні
Сюжет пісні розповідає як дівчина намагалася почати нові стосунки після нещодавнього розриву, щоб заповнити порожнечу всередині.
Після релізу синглу в ЗМІ з'явилася інформація, що пісні була написана під впливом розриву Джуліанн Гаф з колишнім хлопцем Чаком Вайксом.

## Список пісень
| #  | Назва              | Тривалість |
| -- | ------------------ | ---------- |
| 1. | «Is That So Wrong» | 3:32       |

## Музичне відео
Зйомки проходили в червні 2010 року. Режисером відеокліпу був Адам Шенкмен. Прем'єра відеокліпу відбулась 23 червня 2010 року на американському телеканалі «Country Music Television».